# Szymon Bar Jona Madelka
Szymon Bar Jona Madelka (* um 1530 in Opole; † um 1598 in Plzeň) war ein Komponist.
Über die frühen Jahre Madelkas ist nichts bekannt. Um 1575 kam er nach Plzeň, wo er Mitglied der Fleischerzunft wurde. Später wurde er Zunftmeister, Ratsherr der Stadt und Kantor. Von seinen Kompositionen sind acht Magnificat und die Sieben Bußpsalmen überliefert.